# Madagascar - I 4 dell'oasi selvaggia
Madagascar - I 4 dell'oasi selvaggia (Madagascar: A Little Wild) è una serie animata statunitense. Si tratta del secondo prequel e terzo spin-off del film d'animazione Madagascar della DreamWorks Animation, e vede come protagonisti i quattro personaggi principali (Alex, Marty, Gloria e Melman) che sono ancora cuccioli, apparsi per la prima volta in Madagascar 2, ambientato prima degli eventi del primo film. 
È la terza serie televisiva spin-off basata sul franchise del film, dopo I pinguini di Madagascar e Tutti pazzi per Re Julien. La serie è stata annunciata il 17 gennaio 2020 ed ha debuttato su Peacock e Hulu il 7 settembre dello stesso anno.
In Italia la serie è stata trasmessa per la prima volta il 14 dicembre 2020, con i primi due episodi della prima stagione in prima TV su Frisbee.

## Trama
La serie è ambientata prima degli eventi del primo Madagascar, e parla di Alex, Marty, Melman e Gloria quando erano ancora dei cuccioli. Vengono accuditi nel habitat di salvataggio dello zoo di Central Park, ed usano un passaggio segreto che fuori esce da una fontana per andare a divertirsi in città.

## Personaggi
- Alex / Alakay: È il leoncino protagonista della serie ed il migliore amico di Marty. Gli piace ballare.
- Marty: È un puledro di zebra maschio ed il migliore amico di Alex. Ha un carattere molto vivace.
- Melman: È un cucciolo di giraffa maschio ipocondriaca, molto innamorato di Gloria.
- Gloria: È un Ippopotamo le piace nuotare.
- Murray:
- Gina:
- Gino:
- Millie:
- Kate: È una guardiana dello zoo che si occupa di cuccioli.
- Ant'ney: È un piccione che vive a Central Park.
- Pickles e Dave: Sono due scimpanzé che comunicano in lingua dei segni americana. Pickles è una femmina e sa parlare, mentre Dave è un maschio e non sa parlare.
- Todd: È un giornalista.
- Bartholomew: È un pipistrello della frutta che stringe una buona amicizia con Marty. Venne portato allo zoo per curargli un'ala ferita.

## Doppiaggio
| Personaggio   | Doppiatore originale   | Doppiatore italiano |
| ------------- | ---------------------- | ------------------- |
| Alex / Alakay | Tucker Chandler        | Lucrezia Roma       |
| Marty         | Amir O'Neil            | Rossa Caputo        |
| Melman        | Luke Lowe              | Alberto Vannini     |
| Gloria        | Shaylin Becton         | Emanuela Ionica     |
| Kate          | Jasmine T. R. Gatewood | Valentina Favazza   |
| Ant'ney       | Eric Petersen          | Marco Manca         |
| Pickles       | Candace Kozak          | Sara Ciocca         |

## Episodi
| Stagione         | Episodi | Pubblicazione USA | Pubblicazione Italia |
| ---------------- | ------- | ----------------- | -------------------- |
| Prima stagione   | 6       | 7 settembre 2020  | 14 dicembre 2020     |
| Seconda stagione | 6       | 11 dicembre 2020  | 11 gennaio 2021      |
| Terza stagione   | 7       | 27 maggio 2021    |                      |
| Quarta stagione  | 6       | 6 agosto 2021     |                      |
| Quinta stagione  | 6       | 11 novembre 2021  |                      |
| Sesta stagione   | 6       | 13 gennaio 2022   |                      |
| Settima stagione | 6       | 4 aprile 2022     |                      |
| Ottava stagione  | 7       | 30 giugno 2022    |                      |